# İlkay Gündoğan
İlkay Gündoğan (ur. 24 października 1990 w Gelsenkirchen) – niemiecki piłkarz występujący na pozycji pomocnika w angielskim klubie Manchester City. 
Brązowy medalista Mistrzostw Europy 2012 oraz Uczestnik Mistrzostw Świata 2018 i 2022. W swojej karierze występował m.in. w takich klubach jak FC Barcelona, Manchester City czy Borussia Dortmund.

## Kariera klubowa
Gündoğan urodził się w Gelsenkirchen, w rodzinie tureckich imigrantów. Karierę piłkarską rozpoczął w klubie SV Gelsenkirchen-Hessler 06. Następnie trenował w FC Schalke 04, a w latach 1999–2009 ponownie grał w drużynach junioskich SV Gelsenkirchen-Hessler 06. Był także zawodnikiem drużyn młodzieżowych SSV Buer oraz VfL Bochum. Latem 2008 został włączony do rezerw VfL Bochum i w grudniu tamtego roku rozegrał w nich 2 mecze w Regionallidze i strzelił jednego gola.
Na początku 2009 Gündoğan przeszedł do grającego wówczas w 2. Bundeslidze, 1. FC Nürnberg. W nowym zespole zadebiutował dopiero w ostatniej, 34. kolejce ligowej, 24 maja 2009 w meczu z TSV 1860 Monachium, wygranym przez klub z Norymbergi 2:1. Na koniec sezonu awansował z Nürnberg do pierwszej ligi. W niej po raz pierwszy wystąpił 8 sierpnia 2009 w spotkaniu z Schalke 04 (1:2). Z kolei 20 lutego 2010 w meczu z Bayernem Monachium (1:1) strzelił pierwszego gola w Bundeslidze. Od początku sezonu 2010/2011 był podstawowym zawodnikiem Nürnberg.
Na początku maja 2011 podpisał czteroletni kontrakt z Borussią Dortmund, który zaczął obowiązywać od sezonu 2011/12. W sezonie 2012/13 doszedł ze swoim klubem do finału Ligi Mistrzów pokonując w dwumeczu Real Madryt. W finale Ligi Mistrzów zdobył bramkę pokonując Manuela Neura uderzeniem z rzutu karnego. Sezon 2013/2014 Gündoğan spędził na rehabilitacji kontuzji pleców.
W sezonie 2014/2015 zajął wraz z Borussią Dortmund 7. miejsce w lidze, w której wystąpił 23 razy i strzelił 3 bramki. Dostał się do finału Pucharu Niemiec, przegranym przez Borussię 1:3 w meczu z VfL Wolfsburg. W Lidze Mistrzów Borussia odpadła w 1/8 finału przegrywając 2:1 i 0:3 z Juventusem. W obu meczach Gündoğan wystąpił w pełnym wymiarze czasowym. 1 lipca 2015 przedłużył umowę z klubem do 30 czerwca 2017.
W sezonie 2015/2016 zdobył wicemistrzostwo Niemiec rozgrywając 25 spotkań w Bundeslidze i strzelając 1 bramkę. Ponownie dotarł do finału Pucharu Niemiec, lecz i tym razem Borussia okazała się słabsza, przegrywając w finale w karnych z Bayernem Monachium.
Przed sezonem 2016/2017 podpisał kontrakt z Manchesterem City, który jest ważny do 30 czerwca 2020. Kwota transferu wyniosła około 25 milionów euro.

## Kariera reprezentacyjna
Gündoğan w swojej karierze występował w młodzieżowych reprezentacjach Niemiec: w kategorii U-18, U-19 i U-20. Z kolei w 2010 roku zadebiutował w reprezentacji Niemiec U-21.
11 października 2011 Gündoğan zadebiutował w dorosłej reprezentacji Niemiec w wygranym 3:1 meczu eliminacji do Euro 2012 z Belgią.
Z powodu poważnej kontuzji pleców nie został powołany na Mistrzostwa Świata w Brazylii.
Po powrocie do zdrowia, zaczął grać na swoim optymalnym poziomie, co poskutkowało powrotem do reprezentacji. Rozegrał 5 meczów eliminacyjnych do EURO 2016 i strzelił w nich 2 gole, jednak kolejna kontuzja wykluczyła go z turnieju finałowego.
19 lipca 2024 roku piłkarz ogłosił zakończenie kariery reprezentacyjnej.

## Życie prywatne
Urodzony w Gelsenkirchen, w Niemczech, jako syn tureckich rodziców. Jest muzułmaninem.

## Statystyki

### Klubowe
(aktualne na 21 października 2024)
| Klub                 | Sezon              | Liga               | Liga  | Liga   | Puchar kraju | Puchar kraju | Puchar ligi | Puchar ligi | Europa | Europa | Inne  | Inne   | Razem | Razem  |
| Klub                 | Sezon              | Liga               | Mecze | Bramki | Mecze        | Bramki       | Mecze       | Bramki      | Mecze  | Bramki | Mecze | Bramki | Mecze | Bramki |
| -------------------- | ------------------ | ------------------ | ----- | ------ | ------------ | ------------ | ----------- | ----------- | ------ | ------ | ----- | ------ | ----- | ------ |
| VfL Bochum II        | 2008/2009          | Regionalliga West  | 2     | 1      | –            | –            | –           | –           | –      | –      | –     | –      | 2     | 1      |
| 1. FC Nürnberg       | 2008/2009          | 2. Bundesliga      | 1     | 0      | 0            | 0            | –           | –           | –      | –      | –     | –      | 1     | 0      |
| 1. FC Nürnberg       | 2009/2010          | Bundesliga         | 22    | 1      | 2            | 1            | –           | –           | –      | –      | 2     | 1      | 26    | 3      |
| 1. FC Nürnberg       | 2010/2011          | Bundesliga         | 25    | 5      | 1            | 0            | –           | –           | –      | –      | –     | –      | 26    | 5      |
| 1. FC Nürnberg       | Ogólnie            | Ogólnie            | 48    | 6      | 3            | 1            | 0           | 0           | 0      | 0      | 2     | 1      | 53    | 8      |
| Borussia Dortmund    | 2011/2012          | Bundesliga         | 28    | 3      | 5            | 1            | –           | –           | 2      | 0      | 1     | 0      | 36    | 4      |
| Borussia Dortmund    | 2012/2013          | Bundesliga         | 28    | 3      | 4            | 0            | –           | –           | 12     | 1      | 1     | 0      | 45    | 4      |
| Borussia Dortmund    | 2013/2014          | Bundesliga         | 1     | 0      | 1            | 0            | –           | –           | 0      | 0      | 1     | 1      | 3     | 1      |
| Borussia Dortmund    | 2014/2015          | Bundesliga         | 23    | 3      | 4            | 0            | –           | –           | 6      | 0      | 0     | 0      | 33    | 3      |
| Borussia Dortmund    | 2015/2016          | Bundesliga         | 25    | 1      | 5            | 1            | –           | –           | 10     | 1      | –     | –      | 40    | 3      |
| Borussia Dortmund    | Ogólnie            | Ogólnie            | 105   | 10     | 19           | 2            | 0           | 0           | 30     | 2      | 3     | 1      | 157   | 15     |
| Borussia Dortmund II | 2011/2012          | Regionalliga West  | 1     | 0      | –            | –            | –           | –           | –      | –      | –     | –      | 1     | 0      |
| Manchester City      | 2016/2017          | Premier League     | 10    | 3      | 0            | 0            | 0           | 0           | 6      | 2      | –     | –      | 16    | 5      |
| Manchester City      | 2017/2018          | Premier League     | 30    | 4      | 3            | 0            | 6           | 0           | 9      | 2      | –     | –      | 48    | 6      |
| Manchester City      | 2018/2019          | Premier League     | 31    | 6      | 6            | 0            | 4           | 0           | 8      | 0      | 1     | 0      | 50    | 6      |
| Manchester City      | 2019/2020          | Premier League     | 31    | 2      | 4            | 1            | 5           | 0           | 9      | 2      | 1     | 0      | 50    | 5      |
| Manchester City      | 2020/2021          | Premier League     | 28    | 13     | 4            | 1            | 2           | 0           | 12     | 3      | 1     | 0      | 46    | 17     |
| Manchester City      | 2021/2022          | Premier League     | 27    | 8      | 4            | 2            | 1           | 0           | 10     | 0      | 1     | 0      | 43    | 10     |
| Manchester City      | 2022/2023          | Premier League     | 31    | 8      | 3            | 2            | 3           | 0           | 13     | 1      | 1     | 0      | 51    | 11     |
| Manchester City      | Ogólnie            | Ogólnie            | 188   | 44     | 24           | 6            | 21          | 0           | 67     | 10     | 4     | 0      | 304   | 60     |
| FC Barcelona         | 2023/2024          | Primera División   | 36    | 5      | 3            | 0            | –           | –           | 10     | 0      | 2     | 0      | 51    | 5      |
| FC Barcelona         | Ogólnie            | Ogólnie            | 36    | 5      | 3            | 0            | 0           | 0           | 10     | 0      | 2     | 0      | 51    | 5      |
| Manchester City      | 2024/2025          | Premier League     | 7     | 0      | 0            | 0            | 0           | 0           | 2      | 1      | 0     | 0      | 9     | 1      |
| Ogólnie w karierze   | Ogólnie w karierze | Ogólnie w karierze | 387   | 66     | 49           | 9            | 21          | 0           | 109    | 13     | 11    | 2      | 577   | 90     |

### Reprezentacyjne
(aktualne na 21 października 2024)
| Reprezentacja | Rok     | Mecze | Bramki |
| ------------- | ------- | ----- | ------ |
| Niemcy        | 2011    | 1     | 0      |
| Niemcy        | 2012    | 3     | 0      |
| Niemcy        | 2013    | 4     | 2      |
| Niemcy        | 2015    | 8     | 2      |
| Niemcy        | 2016    | 4     | 0      |
| Niemcy        | 2017    | 2     | 0      |
| Niemcy        | 2018    | 7     | 0      |
| Niemcy        | 2019    | 8     | 3      |
| Niemcy        | 2020    | 5     | 1      |
| Niemcy        | 2021    | 12    | 6      |
| Niemcy        | 2022    | 12    | 3      |
| Niemcy        | 2023    | 7     | 1      |
| Niemcy        | 2023    | 9     | 1      |
| Łącznie       | Łącznie | 82    | 19     |

## Sukcesy

### Borussia Dortmund
- Mistrzostwo Niemiec: 2011/2012
- Puchar Niemiec: 2011/2012
- Superpuchar Niemiec: 2013

### Manchester City
- Mistrzostwo Anglii: 2017/2018, 2018/2019, 2020/2021, 2021/2022, 2022/2023
- Puchar Anglii: 2018/2019, 2022/2023
- Puchar Ligi Angielskiej: 2017/2018, 2018/2019, 2019/2020
- Tarcza Wspólnoty: 2018, 2019
- Liga Mistrzów UEFA: 2022/2023

### Reprezentacyjne
- Półfinał Mistrzostw Europy: 2012

### Wyróżnienia
- Piłkarz miesiąca Premier League: Styczeń 2021, Luty 2021[7]
- Drużyna sezonu Ligi Mistrzów UEFA: 2020/2021[8]
- Drużyna sezonu Bundesligi: 2012/2013[9]
- Drużyna sezonu Premier League: 2020/2021[10]
- Drużyna sezonu European Sports Media: 2012/2013[11], 2020/2021[12]